# Северноекваторијална струја
Северноекваторијална струја је топла морска струја која се јавља у Тихом и Атлантском океану. У основи, то су струје које настају на исти начин, али их ипак треба разликовати. Због неповољног распореда копна, у Индијском океану не постоји овај тип струје.

## Атлантик
Северноекваторијална струја у Атлантику настаје од Канарске струје, под утицајем северних пасата, недалеко од Зеленортских острва. Креће се брзином од око 3,1 km/h према западу, тј. према Карибима. Један њен део продире јужно, у Карипско море, спајајући се са Гујанском струјом, а највећи део се креће северно од Великих Антила, где се назива Антилска струја.

## Пацифик
Северноекваторијална струја у Пацифику настаје такође под утицајем северних пасата. Креће се од калифорнијске до филипинске обале, променљивом брзином. Ударајући у копно Филипина, рачва се у два крака — улево се наставља Минданао струја, а удесно Курошио струја.